# 20341 Alanstack
20341 Alanstack este un asteroid din centura principală de asteroizi.

## Descriere
20341 Alanstack este un asteroid din centura principală de asteroizi. A fost descoperit pe 21 aprilie 1998 la Socorro, New Mexico, în cadrul proiectului LINEAR. Asteroidul prezintă o orbită caracterizată de o semiaxă mare de 2,42 ua, o excentricitate de 0,08 și o înclinație de 5,1° în raport cu ecliptica.